# Composición centesimal
Este indica el porcentaje en masa, de cada elemento que forma parte de un compuesto. Se obtiene por análisis gravimétrico y conociendo los pesos atómicos de los compuestos puede determinarse su fórmula mínima o molecular. También se obtiene a partir de la fórmula molecular del compuesto, ya que esta nos indica el número de átomos de cada elemento presente en el compuesto. Forma parte de los cálculos estequiométricos, y fue de gran importancia en la Historia de la química para la determinación de los pesos atómicos y moleculares, por ejemplo los trabajos de Berzelius y Canizzaro.

## De la composición centesimal a la fórmula
Ejemplo:
- Un hidrocarburo, de masa molar 42 g/mol, contiene un 85,7 % de carbono. Indica cuál es su fórmula empírica y su fórmula molecular.

85,7 % de carbono significa que por cada 100 g de compuesto tendremos 85,7 g de carbono; puesto que se trata de un hidrocarburo, el resto hasta 100 tendrá que corresponder a la masa de hidrógeno (100-85,7)=14,3 g de hidrógeno, es la masa en 100 g de compuesto, es decir, el compuesto tiene un 14,3 % de hidrógeno.
Las masas de cada elemento podemos expresarlas en términos de cantidad de sustancia, por tanto, tendremos que en 100 g de hidrocarburo hay 7,14 mol de carbono y 14,3 mol de hidrógeno.
Estas cantidades de sustancia pueden expresarse en términos de cantidades de partículas, por tanto, tendremos que en 100 g de hidrocarburo hay 7,14·NA átomos de C y 14,3·NA átomos de H (siendo NA el número de Avogadro).
Ahora podemos determinar la relación (proporción, cociente, división,…) entre la cantidad de átomos de un elemento y la cantidad de átomos del otro elemento (esto es lo que nos indica la fórmula empírica):
Lo que significa que, en ese compuesto, por cada 1 átomo de hidrógeno tendremos 0,5 átomos de C.
Es decir, la fórmula empírica es CH2.
Para determinar la fórmula molecular se debe de conocer la masa molar que, en este caso es de 42 g/mol.
Supongamos que la fórmula molecular es CnH2n entonces la masa molar será M(hidrocarburo)=n·12+2n·1.
42=12n+2n de donde se obtiene n=3; es decir la fórmula molecular es C3H6. Podemos adelantar que se trata del propeno.
Otro ejemplo:
Al realizar el análisis gravimétrico de un determinado compuesto químico se ha encontrado la siguiente composición centesimal: 69,98 % Ag; 16,22 % As; 13,80 % O. Para  la determinación de la fórmula empírica o molecular del compuesto se procede de la siguiente manera:
Dividiendo el peso por el peso atómico se obtienen los moles:
- Para la plata 69,98/108= 0,65 moles
- Para el arsénico 16,22/75= 0,22 moles
- Para el oxígeno  13,80/16= 0,84 moles

Cada 0,22 moles de arsénico hay 0,65 moles de plata, para un mol de arsénico 0,65/0,22= 3 moles de plata  y 0,84/0,22= 4 moles de oxígeno. La fórmula molecular es Ag3AsO4 y la masa molar y/o masa molecular del compuesto es de 463 gramos.

## De la fórmula a la composición centesimal
Para calcular la composición centesimal de cada elemento, se aplica la siguiente expresión:
{\displaystyle C_{i}={\cfrac {n_{i}\cdot PM_{i}}{PM_{compuesto}}}\cdot 100}
En donde {\displaystyle n_{i}} indica el número de átomos del elemento {\displaystyle i} en el compuesto considerado y {\displaystyle PM_{i}} la masa atómica de dicho elemento.
El denominador es la masa molecular del compuesto.
Ejemplo
Queremos calcular el porcentaje de oxígeno presente en el ácido nítrico. Las masas moleculares son:
- Hidrógeno = 1,008 uma.
- Nitrógeno = 14,01 uma.
- Oxígeno = 16,00 uma.
- Peso molecular del ácido nítrico: {\displaystyle PM_{HNO_{3}}=1\cdot 1,008+1\cdot 14,01+3\cdot 16,00=63,018} uma.

La fórmula del ácido nítrico es HNO3, así sabemos que una molécula de ácido nítrico contiene un átomo de hidrógeno, uno de nitrógeno y tres de oxígeno. Aplicamos la fórmula anterior para el oxígeno.
{\displaystyle C_{Oxigeno}={\cfrac {{3}\cdot {16}}{63,018}}\cdot 100=76,16\%}
Lo mismo puede repetirse para cada elemento.
Esta fórmula es válida para compuestos moleculares; se puede aplicar igualmente si tratamos con compuestos iónicos, tomando como peso molecular de dicho compuesto al correspondiente a una celda unidad; en el caso de un cristal de cloruro de sodio (NaCl, sal común), la fórmula molecular que tomaríamos sería NaCl. Esta fórmula no puede aplicarse a compuestos no estequiométricos o aleaciones, ya que estas últimas se consideran una mezcla de elementos y no un compuesto químico, y los primeros tienen una "fórmula" variable.